# William J. Duane
William John Duane, född 9 maj 1780, död 27 september 1865, var en amerikansk jurist född på Irland. Han tjänstgjorde 1833 som president Andrew Jacksons finansminister. Han avgick när han vägrade att lyda Jacksons order om att styra federala pengar bort från nationalbanken Second Bank of the United States.